# Верхові болота і узбережжя Білого моря в околицях села Нюхча
Верхові болота і узбережжя Білого моря в околицях села Нюхча — ландшафт з великими верховими і приморськими трав'яними болотами в Бєломорському районі Республіки Карелія.
Знаходиться в околицях Нюхчі і на Поморському березі, південна межа — залізнична лінія «Бєломорськ — Вологда», західна — по річці Нюхча, східна — по річці Челиця, північна межа, що вимагає уточнення, проходить по акваторії Білого моря.
У цьому районі утворюють тисячні скупчення перелітні гуси, казарки, морські качки, кулики.
На болотах населення збирає морошку і журавлину, в лісах — чорницю, брусницю і гриби.
На території в 1974 році створено болотний заказник площею 3500 га, внесений у Список особливо охоронюваних природних територій Карелії як еталонна для південного Прибіломор'я болотна система.